# Abou Dawoud
Abū Dāwud Sulaymān ibn al-Ash‘ath ibn Bashīr al-Azadī al-Sijistānī (817-888) est un collecteur de hadiths né au Sijistān dans l'actuel Iran. Il est l'auteur d'une des six collections canoniques de hadiths identifiées par les musulmans sunnites, le Sunan Abī Dāwud.

## Biographie
Il est issu de la grande tribu Azd du Yémen, et a vu le jour à Sistan (Sistan ou Sakastan, au sud-est de l'Iran et au sud de l'Afghanistan) en 817. À la recherche de la Science religieuse islamique, il voyagea en Irak, en Égypte, en Syrie, en Arabie, au Khorasan, à Nishapur, et à Merv, aurait collecté  de nombreux hadiths auprès des plus grands savants, et s’attira une réputation de savoir et de piété. Il était principalement intéressé par la loi et, conséquemment, sa collection est axée en grande partie sur les hadiths juridiques. À partir d'environ 50 000, il a sélectionné 4 800 hadiths, intégrés dans son ouvrage Sunan Abī Dāwud, fondé sur un degré d'authenticité supérieure - selon la tradition sunnite -.
Il a écrit environ 21 livres au total.

## Authenticité
Une partie de son recueil de hadiths n'est pas authentique (sahih), mais il a déclaré que tous les hadiths énumérés étaient authentiques à moins que spécifiquement indiqué autrement ; cette affirmation a été contestée par certains des disciples de l'imam[Qui ?], comme Ibn Hajar al-Asqalani, qui pense que certains hadiths de la collection sont faibles selon les critères des sunnites. Dans un autre travail, Al-Marasil al-Kitāb, il[Qui ?] énumère 600 hadiths mursal, c'est-à-dire où il manque une chaîne complète de narrateurs (isnad), qu'il démontre cependant être authentiques, après une recherche de fond étendue.

## Œuvre
- Sunan Abu Dāwud.Trad. française : Sunan Abi Daoud, Bibliothèque Islamique
- Al-Marasil al-Kitāb
- Masfīl al Imām Ahmad
- Al-Nasikh wa al-mansūkh
- Ijābātuhu ‘an suālāti Abī Ubayd
- Kitāb al-zuhd
- Tasmiyat ikhwati al-azīna wa ‘anhum al-hadītha
- Kitāb al-Qadar
- Al-Silatun li Ahmad ibn Hanbal ‘an al-ruwât wa al-thikāt wa al-duafā
- Kitāb al-ba'th wa al-nuchur
- Dalāil al-nubuwwa
- al-Tafarrud fi al-Sunan
- Fadāyl al-Ansār
- Musnad Mālik
- Al-Dua
- itbtida al-wahy
- Akhbār al-Khawārij